# Der Wittiber (1975)
Der Wittiber (standarddeutsch: Der Witwer) ist eine Fernseh-Verfilmung des gleichnamigen Romans von Ludwig Thoma. Darin wird die Geschichte eines Bauern erzählt, der nach dem Tod seiner Frau durch Missgunst und Engstirnigkeit das Glück seiner Familie und seines Hofes ruiniert.

## Handlung
Der Film beginnt mit dem Begräbnis der Bäuerin Katharina Glas vom Schormayer-Hof. Sie hinterlässt ihren Mann Sebastian Glas, genannt Schormayer, sowie ihre Kinder Lorenz (genannt Lenz) und Ursula. Schormayer denkt darüber nach, sich noch einmal zu verheiraten. Als er eines Abends betrunken aus dem Wirtshaus nach Hause kommt, dringt er ins Schlafzimmer seiner Magd Zenzi ein und fällt über sie her. Als Ursula davon erfährt, ist sie wütend auf ihren Vater: nicht nur wegen des Andenkens ihrer gerade erst verstorbenen Mutter, sondern auch weil sie sich mit Kaspar verloben möchte und um den guten Ruf des Hofes besorgt ist. Indessen wartet Lenz darauf, dass der Vater ihm endlich den Hof überschreibt und sich aufs Altenteil zurückzieht, doch Schormeyer denkt nicht daran. Er glaubt, dass Lenz seinen Tod herbeiwünscht und verhält sich seinen Kindern gegenüber immer herrischer.
Beide Geschwister hassen Zenzi und glauben, sie habe den Vater verführt, und Lenz glaubt sogar, sie habe es auf eine Heirat abgesehen. Doch Zenzi soll nur noch ein paar Wochen, bis Mariä Lichtmess, auf dem Hof arbeiten und sich dann eine neue Stelle suchen. Dann gesteht sie aber, dass sie von Schormeyer schwanger ist. Gegen den Willen seiner Kinder lässt Schormayer sie über den vereinbarten Termin hinaus arbeiten, weil er ihr erst eine Stelle in einem weiter entfernten Dorf besorgen will.
Kaspar handelt für die Hochzeit mit Ursula eine Mitgift von 15000 Mark aus, und nun gibt es auch Streit zwischen den Geschwistern, weil Lenz glaubt, für ihn bleibe nichts mehr zum Erben übrig. Als Lenz versucht, den Knecht Hansgirgl auf seine Seite zu ziehen, kündigt dieser und verlässt das Dorf, weil er nicht zwischen die Fronten des Familienstreits geraten will.
Bei Ursulas und Kaspars Hochzeit geraten Lenz und sein Vater auch in der Öffentlichkeit aneinander; die Familie kommt immer mehr ins Gerede. Später eskaliert der Streit zwischen Vater und Sohn, und Schormeyer droht, Lenz hinauszuwerfen.
Seit Ursula zu Kaspar gezogen ist, arbeitet eine neue Magd namens Liesl auf dem Hof. Eines Tages schickt Lenz Liesl in den Wald, wo der Vater gerade arbeitet, um mit Zenzi allein auf dem Hof zu sein. Er nimmt ein Seil und erhängt sie in der Scheune.
Eine Off-Stimme fasst das weitere Schicksal der Familie zusammen: Lenz kommt ins Zuchthaus, der Hof muss versteigert werden, und der Vater bewohnt ein kleines Haus in der Stadt und ergibt sich dem Alkoholismus.

## Produktion
Der Wittiber ist eine Produktion der Bavaria Film und wurde am 21. Juni 1975 im ZDF zum ersten Mal ausgestrahlt. Im November desselben Jahres lief er auch im ORF.
Wie im Roman, werden auch im Film die Dialoge in bairischem Dialekt gesprochen.